# Diecéze Basse-Terre
Diecéze Basse-Terre (lat. Diocesis Imae Telluris, franc. Diocèse de Basse-Terre et Pointe-à-Pitre) je francouzská římskokatolická diecéze. Leží na území zámořského departementu Guadeloupe. Sídlo biskupství i katedrála Notre-Dame de Guadeloupe se nachází ve městě Basse-Terre. Diecéze je součástí církevní provincie Fort-de-France.
Od 15. června 2012 je diecézním biskupem Mons. Jean-Yves Riocreux.

## Historie
Biskupství Guadeloupe a Basse-Terre bylo založeno 27. září 1850 jako sufragán arcidiecéze Bordeaux.
K 19. červnu 1951 byl změněn název diecéze na Basse-Terre (-Pointe-à-Pitre).
Když byla 26. září 1967 povýšena diecéze Saint-Pierre a Fort-de-France na metropolitní arcidiecézi, stala se diecéze Basse-Terre jednou ze dvou jejích sufragánních diecézí.